# ميلان سوساك
ميلان سوساك (بالإنجليزية: Milan Susak)‏ (29 يناير 1984 في أستراليا - ) هو لاعب كرة قدم أسترالي في مركز الدفاع. لعب مع نادي أديلايد يونايتد ونادي الوصل ونادي إيست بنغال ونادي بريزبان رور ونادي تيانجين تيدا ونادي سباهان أصفهان ونادي سيدني أوليمبيك ونادي فويفودينا ونادي يانغون يونايتد ونادي أونترهاخينغ وFK ČSK Čelarevo ‏ وFK Veternik ‏ وMinangkabau F.C. ‏.

## روابط خارجية
- ميلان سوساك على موقع قاعدة بيانات كرة القدم.إي يو (الإنجليزية)
- ميلان سوساك على موقع Soccerway.com (الإنجليزية)
- ميلان سوساك على موقع عالم كرة القدم.نت (الإنجليزية)